# 中興新村老茄苳樹
23°57′09″N 120°41′40″E / 23.952521°N 120.694374°E
中興新村老茄苳樹，位於臺灣南投縣南投市中興新村，為建立中興新村時保留下來。

## 歷史

### 保留
在南投醫院中興院區右前方有一棵樹幹寄生蕨類、根部長滿根瘤的茄苳老樹，被稱為「中興新村第一樹」。1955年5月6日，臺灣省政府省主席嚴家淦主持的省政府遷移會議上，決定在南投興建中興新村，並由省府秘書長謝東閔為疏散規劃審查小組召集人。嚴家淦就和謝東閔相偕到虎山山脈踏勘，就在此茄苳樹下商議遷移計畫。
日後，這樹在謝東閔授意下保留下來。樹旁闢建為中興新村環山路。1957年6月30日，省府遷移中興新村大抵結束。嚴家淦卸下總統職務後，還特地與正擔任省主席的謝東閔在此樹下合影留念。

### 景點
2012年，李展平寫的散文集《綠樹當戶－尋訪中興新村》，介紹此茄苳樹。
2013年1月28日，省府推出「中興新村八景」票選活動，提供此茄苳老樹、中興新村牌樓、39號防空洞等十二處景點供民眾在3月上旬票選。但3月26日結果，該棵老樹未列入八景。
2016年由縣議員張維華團隊推出的中興新村美食旅遊導覽地圖，將此樹列入「中興新村十二景」介紹。

### 維護
1998年報導時，中興新村老茄苳樹已列為保護的老樹。日久，因樹下長期被民眾踐踏，土壤硬度過高，導致水分無法滲入根部，逐漸影響茄苳老樹生機。2013年，因傳出中興新村要發展籌研究園區，引起當地人重視老樹的意識。台灣護樹協會發起人張美惠獲悉這茄苳樹逐漸枯萎後，獲南基醫院院長鐘光廷等出資，2014年7月13日委由國立中興大學園藝系劉東啟以每平方公尺鑽2公尺深的排水孔再埋設竹管作治療。